# فرودگاه محلی ساوثوست جورجیا
فرودگاه محلی ساوثوست جرجیا (به انگلیسی: Southwest Georgia Regional Airport) یک فرودگاه همگانی بهره‌برداری هوایی با کد یاتا ABY است که یک باند فرود آسفالت دارد و طول باند آن ۲۰۱۲ متر است. این فرودگاه در کشور ایالات متحده آمریکا قرار دارد و در ارتفاع ۶۰ متری از سطح دریا واقع شده است.